# Andrzej Jerzy Potocki
Andrzej Jerzy Potocki herbu Srebrna Pilawa (ur. ok. 1670, zm. przed 1710) – starosta jabłonowski, sędzia kapturowy ziemi halickiej, marszałek sejmiku ziemi halickiej.

## Życiorys
Był synem Bogusława, starosty jabłonowskiego oraz Heleny Teofili Męcińskiej herbu Poraj, wnukiem Jana Teodoryka Potockiego. Był ostatnim potomkiem w linii męskiej Potockich z gałęzi kalwińskiej.
W 1696 roku został sędzią kapturowym ziemi halickiej, decyzją z 18 lipca 1702 podjętą przez sejmik ziemi halickiej został deputatem do oceny pospolitego ruszenia ziemi halickiej, 4 sierpnia 1703 został marszałkiem sejmiku ziemi halickiej oraz 16 sierpnia 1703 został marszałkiem sejmiku relacyjnego ziemi halickiej.
Ożenił się z Bogumiłą Elżbietą Suchodolską herbu Janina, córką Zbigniewa, podczaszego lubelskiego i Zofii Dunin Borkowskiej herbu Łabędź, zamężną 2.v za Józefem Karśnickim herbu Leliwa, podkomorzym halickim, z którą pozostawił córkę, Zofię.
Nie żył już w 1710 roku.
Poza starostwem jabłonowskim był dziedzicem znacznego majątku, m.in. rozległych dóbr Gwoździec w ziemi halickiej, które przekazał córce Zofii, która poślubiła 1.v Michała Puzynę, pisarza wielkiego litewskiego, 2.v Ludwika Kalinowskiego, starostę winnickiego. Zofia przeszła na katolicyzm i zamknęła zbór w Kobylanach.